# هاینریش کانو
هاینریش کانو (آلمانی: Heinrich Cunow) (۱۱ آوریل ۱۸۶۲، در شورین، مکلنبورگ-شورین – ۲۰ اوت ۱۹۳۶) سیاستمدار و نظریه‌پرداز مارکسیست آلمانی درحزب سوسیال دموکرات آلمان بود.
کانو به خصوص در حزب سوسیال دموکرات از ابتدا مخالف جنگ جهانی اول در سال ۱۹۱۴ بود اما دیدگاه خود را تغییر داد. در سال ۱۹۱۵ به همراه پل لنش و کنراد هاینیش گروهی با نام گروه لنش-کانو-هاینیش تشکیل دادند. کانو استدلال کرد که امپریالیسم آلمان پیشرو است زیرا روش‌های قدیمی تولید توسط افراد بدوی با مدرنیزاسیون و رشد صنعتی کنار گذاشته شده. در این دوره وی بیانیه گروه پارلمانی سوسیال دموکرات را در دفاع از حق تعیین سرنوشت جهانی حکم کرد. کانو به جای اینکه به‌دنبال حق خود باشد، برای ملتهایی با فرهنگ بالاتر و دموکراتیک از تعیین سرنوشت دفاع می‌کرد، و آرمان‌های ملی‌گرایی را نیرنگی می‌دانست که پنهان شده‌است و با آن مخالفت کرد؛ که در این کار او با مخالفت کارل کائوتسکی روبه‌رو شد.
کانو عضوی از عصرجدید بود و کائوتسکی به عنوان سردبیر مجله نظری سوسیال دموکرات عصر جدید بود که پیوستن حزب سوسیال دموکرات مستقل آلمان (USPD) در سال ۱۹۱۷ و تا ۱۹۲۳ پس از ادغام با حزب دموکرات اکثریت اجتماعی آلمان (USPD) را با خود داشت. کانو در سال ۱۹۱۹ به عنوان دانشیار علوم اجتماعی و تاریخ اقتصادی در دانشگاه فردریک ویلیام برلین منصوب شد.

## آثار برگزیده
- Zur Urgeschichte der Ehe und Familie، 1912 – در مورد پیش از تاریخ ازدواج و خانواده.
- Ursprung der Religion und des Gottesglaubens، 1913 – خاستگاه دین و ایمان خدا.
- Die Marxsche Geschichts- , Gesellschafts- und Staatstheorie; Grundzüge der Marxschen Soziologie، 1920/21 – نظریه مارکسیست از تاریخ، جامعه و دولت؛ اصول جامعه‌شناسی مارکسیستی.
- Geschichte und Kultur des Inkareiches; ein Beitrag zur Kulturgeschichte Altamerikas، 1935 – تاریخ و فرهنگ امپراتوری اینکان؛ سهمی در تاریخ فرهنگی آمریکا.